# Mandingo (romanzo)
Mandingo è un romanzo scritto da Kyle Onstott, pubblicato nel 1957.
Il libro è ambientato nel 1832 nel sud degli Stati Uniti d'America, principalmente nei pressi di Falconhurst, una fittizia piantagione in Alabama di proprietà di Warren Maxwell. La narrazione è incentrata su Maxwell, suo figlio Hammond e lo schiavo negro Mandingo Ganimede, detto "Mede". Mandingo è un racconto di crudeltà verso i neri di quel tempo e di quel luogo, che descrive dettagliatamente il comportamento disumanizzante riservato agli schiavi, così come combattimenti feroci, avvelenamenti e morti violente, il tutto condito da una forte componente erotica incentrata sul sesso interrazziale. Nel 1975 dal romanzo venne tratto il film omonimo.

## Trama
Stati Uniti d'America, 1832: nella piantagione fittizia di Falconhurst, situata vicino al fiume Tombigbee, nei pressi di Benson, in Alabama; Warren Maxwell è l'anziano e infermo proprietario di Falconhurst, che vive lì con il figlio diciannovenne Hammond. Falconhurst è una piantagione di schiavi, dove questi ultimi sono incoraggiati ad accoppiarsi e a procreare. Data la natura della piantagione, gli schiavi sono ben nutriti, non sottoposti a lavori forzati e raramente puniti in modo brutale. Tuttavia, gli schiavi sono trattati come animali da utilizzare a piacimento dai Maxwell. Warren Maxwell, ad esempio, dorme con i piedi appoggiati a uno schiavo nudo per alleviare i reumatismi.
Sebbene Hammond tenga una "donzella nera" per la propria soddisfazione sessuale, suo padre desidera che si sposi e dia alla luce un erede bianco puro. Hammond è scettico e non è attratto sessualmente dalle donne bianche. Nonostante i suoi dubbi, si reca nella piantagione di sua cugina Beatrix, Crowfoot, e lì incontra la cugina sedicenne Blanche. Chiede al padre di Blanche, il Maggiore Woodford, il permesso di sposarla entro quattro ore dal suo incontro. Dopo aver ricevuto il permesso dal Maggiore, Hammond e Charles Woodford, fratello di Blanche, si recano alla piantagione Coign dove Hammond acquista un "negro combattente", Ganimede (detto Mede), e una giovane schiava di nome Ellen. In seguito, Hammond rivela il suo amore per Ellen, nonostante le sue intenzioni di sposare Blanche.
Tornati a Falconhurst, Hammond e Warren fanno accoppiare Mede, uno schiavo Mandingo puro, con Big Pearl, un'altra schiava di razza Mandinga. Si scopre che Mede e Big Pearl sono fratello e sorella, ma nessuno mostra preoccupazione per l'atto incestuoso. Charles e Hammond portano Mede in un bar per combattere con altri schiavi. Hammond progetta di usare la sua vincita per comprare un anello di diamanti per Blanche. Quando è il turno di Mede di combattere, sconfigge facilmente l'altro schiavo, Cudjo, in 20 secondi e nessuno dei due uomini rimane gravemente ferito. Mede è chiaramente un uomo estremamente forte e potente.
Hammond parte con il suo "negro del corpo", Omega (Meg), alla piantagione Crowfoot per sposare Blanche. Una volta arrivato a Crowfoot, Hammond scopre che Charles non è mai tornato alla piantagione, portando con sé i 2.500 dollari che Hammond aveva prestato al Maggiore Woodford e l'anello di diamanti per Blanche. Nonostante la confusione, il Maggiore acconsente a far sposare Blanche e Hammond. Lo fanno quella sera stessa, con Dick Woodford (fratello di Blanche, predicatore) a celebrare la cerimonia.
La prima notte di nozze, Hammond lascia la sua stanza e quella di Blanche nel cuore della notte. Hammond crede che Blanche non sia vergine. Sebbene neghi di aver avuto precedenti partner sessuali, si scopre che Blanche ha perso la verginità a 13 anni con suo fratello Charles. La donna non rivela questo fatto ad Hammond. Dopo alcuni mesi a Falconhurst, Blanche si annoia e si sente insoddisfatta. Inizia a bere molto ed è gelosa della continua preferenza di Hammond per la sua "femmina da letto", Ellen, che ora è incinta. Presto, anche Blanche rimane incinta.
Hammond e Warren portano Mede a un altro combattimento tra schiavi, dove Mede viene quasi sconfitto da uno schiavo più forte di lui, Topaz, ma riesce ad ucciderlo mordendogli la giugulare. Più tardi, Hammond si reca di nuovo, questa volta a Natchez, Mississippi, per vendere un gruppo di schiavi. Quando Blanche rivela il suo timore che Hammond vada a letto con "puttane bianche", Hammond afferma senza mezzi termini: "Le donne bianche mi fanno vomitare". Mentre Hammond è assente, Blanche chiama Ellen nella sua stanza e la frusta. Ellen abortisce e non è chiaro se l'aborto sia causato dalle frustate.
Mentre si trova in Mississippi, Hammond vende uno dei suoi schiavi maschi a una donna tedesca, che ovviamente lo desidera per fare sesso. Quando gli altri uomini del gruppo spiegano la situazione ad Hammond, questi ne è fisicamente disgustato e nega che una donna bianca possa mai dormire volontariamente con una schiavo nero.
Blanche dà alla luce una bambina, Sophy. Nonostante il parto e l'aborto spontaneo di Ellen, la gelosia di Blanche nei confronti di Ellen continua a crescere. Quando Hammond si reca a un'asta immobiliare e porta segretamente Ellen con sé, Blanche va su tutte le furie. Ordina a Mede di andare nella sua stanza e fare sesso con lei. Prima di andarsene, trafigge con la forza le orecchie di Mede con un paio di orecchini che Hammond le ha regalato. Questo è un atto di ritorsione particolarmente toccante contro Hammond, che aveva comprato un paio di orecchini identici per Ellen.
Blanche rimane di nuovo incinta e non sa se il bambino sia di Mede o di Hammond. Si rende conto che è troppo tardi per accusare Mede di stupro. Nell'ultimo capitolo del libro partorisce e il bambino ha la pelle scura e somiglia a Mede. La madre di Blanche, in visita a Falconhurst, uccide il bambino schiacciandogli il cranio. Quando Hammond lo scopre, chiede con calma al medico del veleno, lo mescola in una bevanda calda e la dà a Blanche, uccidendola. Poi fa bollire l'acqua in un bollitore gigante e costringe Mede a entrarci. Quando Mede resiste, usa un forcone per pugnalare a morte lo schiavo e poi ordina agli altri schiavi di tenere acceso il fuoco così da farlo "bollire vivo". Il romanzo si conclude con Hammond e Warren che discutono dei piani di Hammond di lasciare Falconhurst e costruirsi una nuova vita nell'ovest.

## Pubblicazione
Mandingo fu pubblicato nel 1957 in formato con copertina rigida. Il libro era costituito da 659 pagine e vendette circa 2.7 milioni di copie. Le successive edizioni tascabili ridussero il romanzo a 423 pagine. Il libro ha venduto un totale di 5 milioni di copie negli Stati Uniti.

## Tematiche

### Allevamento degli schiavi
In Slave Breeding: Sex, Violence, and Memory in African American History, Gregory Smithers ripercorre la storia delle pratiche riproduttive e sessuali coercitive nel Sud anteguerra, nonché le reazioni e le negazioni della pratica dell'allevamento degli schiavi da parte degli storici nel corso del XX secolo. Smithers approfondisce Mandingo, un romanzo che parla esplicitamente dell'allevamento degli schiavi. Nel romanzo, Warren Maxwell, proprietario della piantagione di Falconhurst, ribadisce ripetutamente che il cotone non è una coltura affidabile e che il vero guadagno sta nell'allevamento dei "negri". Nel corso del romanzo, quattro schiave partoriscono (e un'altra abortisce), e in ogni caso i Maxwell danno alle schiave un dollaro e un vestito nuovo. I Maxwell, in particolare il Warren più anziano, si dilungano in versi poetici sull'allevamento degli schiavi, sostenendo che, mentre gli schiavi con sangue bianco (o "umano", come li definiscono i Maxwell nel romanzo) sono più intelligenti e più belli, i Mandingo di razza pura sono tra gli schiavi più forti e sottomessi. Mentre Hammond Maxwell è più interessato a soddisfare i propri appetiti sessuali e a preparare il suo schiavo preferito, Mede, per i combattimenti, Warren Maxwell dedica molto tempo a pianificare come accoppiare diversi schiavi per produrre i migliori "esemplari". Nel romanzo di discute molto della virilità degli schiavi, tali discussioni sui dettagli intimi dei corpi degli schiavi, sui genitali e sulla sessualità sono ricorrenti in tutto il libro, e il lettore si rende conto che per uno schiavo di Falconhurst, nulla è privato o sacro, nemmeno l'intimità sessuale.
L'interesse di Kyle Onstott per l'allevamento dei cani, durato una vita, ha certamente influenzato il tema dell'allevamento degli schiavi e delle tipologie di schiavi in Mandingo. Onstott commentò persino questo aspetto in un articolo di Newsweek: "Ho sempre pensato che la razza umana potesse essere rigenerata attraverso l'allevamento selettivo. Ma Mandingo non è il tipo di cosa a cui mi riferisco".

### Rapporti sessuali tra uomini bianchi e donne nere
In Mandingo ci si aspetta e si dà per scontato che gli uomini bianchi vadano a letto con le proprie schiave e con quelle altrui. Oltre a tenere una "amante" in casa, quando Hammond Maxwell si reca in diverse località, i suoi ospiti di solito offrono una schiava con cui dormire, oltre alla cena e al letto. Quando visita i Woodford e incontra la sua futura moglie, Blanche, Hammond condivide il letto con Charles Woodford e gli viene data una schiava con cui fare sesso. Mentre Hammond caccia dal letto la schiava, Sukey, quando ha finito con lei, rimane scioccato nel vedere Charles e la sua "amante", Katy, fare sesso – compresi baci sulla bocca – proprio accanto a lui. Più tardi, quando Charles e Hammond si recano alla piantagione Coign, il proprietario, il signor Wilson, dà a Hammond una schiava, Ellen, con la quale andare a letto. Hammond finisce per innamorarsi e compra Ellen da Wilson.
Gli uomini bianchi in Mandingo danno per scontato il loro diritto a giacere con le schiave, e offrire una "femmina" a un ospite (maschio) fa parte del codice dell'ospitalità del sud. Tuttavia, ci sono dei limiti alle azioni e ai sentimenti accettabili tra donne nere e uomini bianchi. Come accennato in precedenza, Hammond rimane scioccato quando vede Charles e Katy baciarsi sulle labbra:
Più tardi, quando Hammond è sposato con Blanche, ma continua a dormire con Ellen quasi ogni notte, Blanche è turbata non perché suo marito dorma con delle schiave, ma perché lui dorme con una sola schiava. La rabbia di Blanche verso Hammond e la gelosia per Ellen crescono nel corso dell'ultimo terzo del libro, finché lei non si vendica andando a letto con lo schiavo mandingo, Mede. Ma a differenza di un uomo bianco che fa sesso con una donna nera, una donna bianca che fa sesso volontariamente con un uomo nero è talmente al di là dei parametri di un comportamento accettabile che può essere punita solo con la morte.

### Rapporti sessuali tra donne bianche e uomini neri
Il tabù culturale delle donne bianche che fanno sesso con schiavi neri in Mandingo è filtrato attraverso la mente e le esperienze di Hammond Maxwell. La questione non viene sollevata fino al capitolo 35, quando Hammond vende uno schiavo maschio a una donna tedesca. Gli uomini con cui si trova Hammond capiscono e sono divertiti dal fatto che la donna stia ovviamente comprando lo schiavo per fare sesso. Hammond inizialmente non se ne rende conto e, quando gli viene fatto notare, il suo primo istinto è quello di negare: «Signori, vi sbagliate», disse Hammond. «È bianca, e nessuna donna bianca si metterà a importunare un negro. Vi sbagliate». Quando arriva ad accettare l'ovvio, si sente male fisicamente: "Rimase sveglio, ossessionato e inorridito dalla fantasia della donna tedesca tra le braccia dell'uomo nero". La repulsione di Hammond prefigura il suo destino: sua moglie che porta in grembo il figlio del suo amato "negro maschio".
Dopo che Blanche va a letto con Mede, gli trafigge le orecchie con degli orecchini che Hammond le aveva regalato per "marchiare" Mede come suo e anche per vendicarsi di Hammond. Hammond vede Mede indossare gli orecchini come una sciocca forma di vendetta di Blanche e la cosa lo diverte: "...ma che ci fosse di più dietro a questa storia non gli era mai passato per la mente. Che sua moglie, una donna bianca, avesse avuto consenzienti rapporti carnali con un negro... era letteralmente impensabile, e Hammond non ci pensava."  Quando la prova della relazione di Blanche si rivela sotto forma di un bambino nero, Hammond chiede immediatamente al medico del veleno per uccidere Blanche. Sebbene non annunci le sue intenzioni, sia il medico che suo padre sanno che ucciderà Blanche e nessuno dei due lo ferma perché "chi potrebbe biasimare il giovane marito?" La calma con cui Hammond avvelena Blanche e poi uccide in maniera raccapricciante Mede bollendolo vivo in un calderone rivela che, almeno nel mondo di Mandingo, per una donna bianca andare a letto con un uomo di colore era al di là di ogni tabù; era un crimine contro natura così orribile che la morte immediata per entrambi era l'unica conseguenza possibile. «Non c'è altro modo», spiega Hammond a Warren.

## Accoglienza
Sebbene Mandingo si rivelò essere un best-seller nazionale e internazionale, vendendo 5 milioni di copie a livello nazionale, i giudizi critici sul romanzo erano – e continuano ad essere – contrastanti. Mentre lo scrittore di colore Richard Wright lodò Mandingo come "un libro straordinario basato su documenti del periodo degli schiavi", altri critici hanno ritenuto il libro sensazionalistico e offensivo. In un articolo del 1967 apparso sul New York Times, Jacques Cabau descrisse Mandingo come "una sorta di La capanna dello zio Sade che riflette meno sul razzismo che sulla perversione dei suoi lettori."
Tali reazioni critiche mostrano disgusto per le atrocità descritte nel romanzo di Onstott. Tuttavia, Paul Talbot sottolineò che alcune recensioni contemporanee hanno definito il romanzo scioccante, ma veritiero. Citando Earl Conrad di The Negro Press: "Mandingo ha suscitato in me un entusiasmo selvaggio. È probabilmente il libro più sensazionale, eppure il più vero, che abbia mai letto..." Quasi tutti i critici si sono affrettati a sottolineare il carattere "morboso, disgustoso, interessante e sadico" del romanzo, pur ammettendo come accurata la visione di Onstott del Sud americano pre-guerra di secessione: "...porta con sé il potere della convinzione assoluta, e questa qualità potrebbe richiedere che rivediamo le nostre nozioni di storia americana, perché ci confonde con i mali del nostro passato."